# Василевский сельский совет (Роменский район)
Василевский сельский совет (укр. Василівська сільська рада) — упразднённая административная единица в составе
Роменского района
Сумской области
Украины.
Административный центр сельского совета находился в 
с. Василевка
.

## Населённые пункты совета
- с. Василевка
- с. Братское
- с. Чистое

## Ликвидированные населённые пункты совета
- с. Вилецкое